# Баргузинский залив
Баргузи́нский зали́в (бур. Баргажанай булан) — самый крупный и глубокий залив Байкала; расположен в Баргузинском районе Бурятии на востоке центральной части озера. Часть акватории к северу от устья реки Баргузин относится к Забайкальскому национальному парку.

## Этимология
Топоним Баргузин широко представлен в регионе. Так Баргузинский залив впадает река Баргузин, которая протекает по Баргузинской котловине. В свою очередь гидроним связан с названием народа баргуты.

## География
Площадь — 725 км², максимальная глубина — 1284 метра. Залив вдаётся в материк на 29 км. Ширина входа в залив между мысами Нижнее Изголовье и Крестовый — 22,8 км. Протяжённость береговой линии между этими мысами — 90 км. Наибольшая ширина с севера на юг — 38 км, между местностью Глинка в заливе Култук и селом Максимиха.
На востоке в залив впадает один из крупнейших притоков Байкала — река Баргузин; на юге — ручей Духовой, вытекающий из Духового озера, и речки Максимиха и Громотуха, впадающие в бухту Максимиха. С севера, по ущелью южного склона полуострова Святой Нос стекает ручей Макарова.
Северный берег со стороны полуострова Святой Нос — высокий и крутой. Северо-восточный и восточный берега, примыкающие к Чивыркуйскому перешейку и устью Баргузина — низкие, с песчаными и песчано-галечными пляжами, с заболоченными участками, с мелкими озерками, лесокустарниковой и болотно-луговой растительностью. Южное побережье залива, начиная со скалистого мыса Холодянка, — гористое и большей частью покрыто тайгой.

## Туризм
На побережье залива расположены посёлок городского типа Усть-Баргузин и село Максимиха, в которых принимают гостей множество турбаз и пансионатов.
На берегу раскинулся самый длинный песчаный пляж на Байкале — он находится между рекой Баргузин и полуостровом Святой Нос. В точке слияния песчаной косы со Святым Носом расположен залив Култук — самое комфортное место для купания. Здесь летом в солнечные дни вода прогревается до +22 °C.
От местности Глинки по пешеходной тропе можно подняться на вершину полуострова Святой Нос (гора Маркова, 1878 м), откуда открываются живописные виды на Баргузинский и Чивыркуйский заливы.
Баргузинская долина, прилегающая к заливу, славится многочисленными минеральными источниками и красивыми хребтами, привлекательными для горных туристов и альпинистов.
Поблизости с селом Максимиха находится лесное озеро Духовое, знаменитое в Бурятии вкусными «духовистыми» карасями. В окрестностях раскинулись таёжные горные склоны, богатые грибами и ягодой. На северной окраине села расположен эколого-этнографический парк-музей «Светлая Поляна», выполненный в виде казачьего острога XVII века. Туристы могут остановиться в нескольких гостевых домах, расположенных на территории музейного комплекса.
Между Усть-Баргузином и Максимихой вдоль побережья залива отсутствует автомобильная дорога, но проложена пешеходная тропа, часть Большой Байкальской тропы, откуда открываются великолепные виды на Байкал.
В заливе возможен любительский и спортивный лов рыбы. Самые популярные места лова — у села Максимиха и в районе местности Глинки. Здесь можно поймать омуля, хариуса, сига.

## Галерея
- Бухта Крутенькая
- Вид на полуостров Святой Нос
- Бухта Крестовская
- Парк-музей «Светлая Поляна»
- Баргузинский залив